# عصفور الملك الرمادي
عصفور الملك الرمادي (الاسم العلمي: Tyrannus dominicensis) (بالإنجليزية: Grey Kingbird)‏ هو نوع من الطيور يتبع جنس عصفور الملك من فصيلة عصافير الملك.